# Viggerudssjön
Viggerudssjön är en sjö i Hallsbergs kommun i Närke och ingår i Nyköpingsåns huvudavrinningsområde.